# Premier League Darts 2011
Die 888.com Premier League Darts 2011 war Bestandteil einer Turnierserie der Professional Darts Corporation (PDC). Sie wurde vom 10. Februar bis zum 19. Mai 2011 ausgetragen. Die 14 Vorrundenspieltage fanden donnerstags vom 10. Februar 2011 bis zum 12. Mai 2011 statt. Die Play-offs wurden am 19. Mai in der Wembley Arena ausgetragen.
Im deutschen Fernsehen wurde die Premier League 2011 live auf Sport1 übertragen. Der Pay-TV-Sender Sport1+ zeigte die Spieltage live und vollständig.

## Preisgelder
Insgesamt wurden £ 400.000 an Preisgeldern ausgespielt.
- Sieger: £ 125.000
- Zweiter Finalist: £ 65.000
- 3. Platz: £ 50.000
- 4. Platz: £ 40.000
- 5. Platz: £ 32.500
- 6. Platz: £ 30.000
- 7. Platz: £ 27.500
- 8. Platz: £ 25.000
- Höchstes Finish (je Spieltag): £ 1.000

## Qualifikation
Für die Premier League waren die vier erstplatzierten Spieler der Order of Merit qualifiziert. Zusätzlich wurden durch die PDC und den britischen TV-Sender Sky Sports vier Wildcards vergeben. Die Spieler im Einzelnen (in Klammern die OoM-Platzierung vor Beginn des Turniers):
- Phil Taylor (1)
- Adrian Lewis (2)
- Gary Anderson* (3)
- James Wade (4)

Wildcards:
- Raymond van Barneveld (5)
- Simon Whitlock (6)
- Terry Jenkins (7)
- Mark Webster* (12)

* = Premierensaison

## Austragungsmodus
Die acht Spieler treffen jeweils zweimal aufeinander. Die Begegnungen werden in einem "Best of 14"-Modus gespielt und sind beendet, sobald ein Spieler 8 Legs gewonnen hat. Die Premier League wird an 14 Spieltagen ausgetragen, wobei sich die vier erstplatzierten Spieler für das Play-off-Halbfinale qualifizieren.

## Vorrunde
Spieltag 1, 10. Februar 2011, The O2 Arena, London
| Spieler 1                          | Ergebnis | Spieler 2            |
| ---------------------------------- | -------- | -------------------- |
| Mark Webster 100,49                | 8 : 3    | James Wade 86,79     |
| Gary Anderson 97,02                | 8 : 5    | Simon Whitlock 99,09 |
| Raymond van Barneveld 89,73        | 6 : 8    | Terry Jenkins 90,65  |
| Phil Taylor 90,45                  | 2 : 8    | Adrian Lewis 100,79  |
| Höchstes Finish: Gary Anderson 120 |          |                      |

Spieltag 2, 17. Februar 2011, Capital FM Arena, Nottingham
| Spieler 1                         | Ergebnis | Spieler 2                    |
| --------------------------------- | -------- | ---------------------------- |
| Simon Whitlock 91,30              | 3 : 8    | Raymond van Barneveld 100,15 |
| James Wade 97,69                  | 8 : 6    | Adrian Lewis 99,09           |
| Phil Taylor 103,87                | 8 : 5    | Mark Webster 97,27           |
| Terry Jenkins 91,41               | 4 : 8    | Gary Anderson 102,21         |
| Höchstes Finish: Mark Webster 170 |          |                              |

Spieltag 3, 24. Februar 2011, Odyssey Arena, Belfast
| Spieler 1                         | Ergebnis | Spieler 2           |
| --------------------------------- | -------- | ------------------- |
| Gary Anderson 99,24               | 8 : 1    | Mark Webster 84,81  |
| Simon Whitlock 91,71              | 8 : 5    | James Wade 89,43    |
| Raymond van Barneveld 94,29       | 8 : 6    | Adrian Lewis 96,72  |
| Phil Taylor 98,46                 | 8 : 2    | Terry Jenkins 85,61 |
| Höchstes Finish: Adrian Lewis 170 |          |                     |

Spieltag 4, 3. März 2011, Westpoint Arena, Exeter
| Spieler 1                        | Ergebnis | Spieler 2            |
| -------------------------------- | -------- | -------------------- |
| Terry Jenkins 92,39              | 1 : 8    | Simon Whitlock 99,29 |
| Mark Webster 110,19              | 8 : 2    | Adrian Lewis 103,27  |
| Gary Anderson 96,31              | 8 : 3    | James Wade 90,87     |
| Raymond van Barneveld 92,32      | 3 : 8    | Phil Taylor 95,64    |
| Höchstes Finish: Phil Taylor 147 |          |                      |

Spieltag 5, 10. März 2011, M.E.N. Arena, Manchester
| Spieler 1                                     | Ergebnis | Spieler 2                   |
| --------------------------------------------- | -------- | --------------------------- |
| Terry Jenkins 98,18                           | 8 : 4    | Mark Webster 90,91          |
| Phil Taylor 103,95                            | 8 : 6    | Gary Anderson 99,16         |
| James Wade 90,95                              | 2 : 8    | Raymond van Barneveld 96,49 |
| Simon Whitlock 97,16                          | 2 : 8    | Adrian Lewis 101,83         |
| Höchstes Finish: James Wade, Adrian Lewis 136 |          |                             |

Spieltag 6, 17. März 2011, S.E.C.C., Glasgow
| Spieler 1                                  | Ergebnis | Spieler 2          |
| ------------------------------------------ | -------- | ------------------ |
| Terry Jenkins 94,16                        | 6 : 8    | James Wade 85,86   |
| Raymond van Barneveld 100,98               | 8 : 4    | Mark Webster 96,40 |
| Simon Whitlock 96,35                       | 5 : 8    | Phil Taylor 103,33 |
| Gary Anderson 87,28                        | 3 : 8    | Adrian Lewis 88,18 |
| Höchstes Finish: Raymond van Barneveld 161 |          |                    |

Spieltag 7, 24. März 2011, The Brighton Centre, Brighton
| Spieler 1                           | Ergebnis | Spieler 2            |
| ----------------------------------- | -------- | -------------------- |
| Mark Webster87,29                   | 2 : 8    | Simon Whitlock 98,44 |
| Adrian Lewis 93,88                  | 7 : 7    | Terry Jenkins 92,69  |
| Raymond van Barneveld 99,81         | 8 : 5    | Gary Anderson92,26   |
| Phil Taylor 105,70                  | 8 : 1    | James Wade 94,00     |
| Höchstes Finish: Simon Whitlock 140 |          |                      |

Spieltag 8, 31. März 2011, C.I.A., Cardiff
| Spieler 1                       | Ergebnis | Spieler 2                   |
| ------------------------------- | -------- | --------------------------- |
| James Wade 92,09                | 6 : 8    | Gary Anderson 101,53        |
| Simon Whitlock 97,19            | 8 : 3    | Terry Jenkins 95,08         |
| Phil Taylor 104,52              | 8 : 3    | Raymond van Barneveld 96,20 |
| Adrian Lewis 101,30             | 8 : 1    | Mark Webster 87,16          |
| Höchstes Finish: James Wade 141 |          |                             |

Spieltag 9, 7. April 2011, A.E.C.C., Aberdeen
| Spieler 1                          | Ergebnis | Spieler 2             |
| ---------------------------------- | -------- | --------------------- |
| Gary Anderson 101,25               | 8 : 3    | Terry Jenkins 86,34   |
| Adrian Lewis 93,11                 | 3 : 8    | James Wade 92,17      |
| Mark Webster 92,34                 | 1 : 8    | Phil Taylor 107,07    |
| Raymond van Barneveld 104,54       | 5 : 8    | Simon Whitlock 107,93 |
| Höchstes Finish: Terry Jenkins 111 |          |                       |

Spieltag 10, 14. April 2011, Motorpoint Arena, Sheffield
| Spieler 1                           | Ergebnis | Spieler 2            |
| ----------------------------------- | -------- | -------------------- |
| James Wade 88,49                    | 8 : 5    | Simon Whitlock 90,89 |
| Mark Webster 83,61                  | 1 : 8    | Gary Anderson 94,42  |
| Terry Jenkins 94,92                 | 2 : 8    | Phil Taylor 106,40   |
| Raymond van Barneveld 86,04         | 8 : 3    | Adrian Lewis 84,72   |
| Höchstes Finish: Simon Whitlock 170 |          |                      |

Spieltag 11, 21. April 2011, N.I.A., Birmingham
| Spieler 1                       | Ergebnis | Spieler 2            |
| ------------------------------- | -------- | -------------------- |
| James Wade 106,26               | 8 : 1    | Mark Webster 92,17   |
| Raymond van Barneveld 101,40    | 7 : 7    | Terry Jenkins 99,51  |
| Simon Whitlock 98,35            | 6 : 8    | Gary Anderson 103,51 |
| Phil Taylor 107,46              | 8 : 3    | Adrian Lewis 100,89  |
| Höchstes Finish: James Wade 170 |          |                      |

Spieltag 12, 28. April 2011, Echo Arena, Liverpool
| Spieler 1                       | Ergebnis | Spieler 2            |
| ------------------------------- | -------- | -------------------- |
| Mark Webster 84,40              | 4 : 8    | Terry Jenkins 92,56  |
| Gary Anderson 96,54             | 3 : 8    | Phil Taylor 101,10   |
| Raymond van Barneveld 92,63     | 7 : 7    | James Wade 102,66    |
| Adrian Lewis 95,87              | 8 : 5    | Simon Whitlock 94,95 |
| Höchstes Finish: James Wade 138 |          |                      |

Spieltag 13, 5. Mai 2011, B.I.C., Bournemouth
| Spieler 1                        | Ergebnis | Spieler 2                   |
| -------------------------------- | -------- | --------------------------- |
| Simon Whitlock 94,97             | 7 : 7    | Mark Webster 93,87          |
| Gary Anderson 92,68              | 4 : 8    | Raymond van Barneveld 93,49 |
| Terry Jenkins 91,95              | 3 : 8    | Adrian Lewis 94,59          |
| James Wade 102,84                | 4 : 8    | Phil Taylor 109,36          |
| Höchstes Finish: Phil Taylor 157 |          |                             |

Spieltag 14, 12. Mai 2011, Metro Radio Arena, Newcastle
| Spieler 1                       | Ergebnis | Spieler 2                   |
| ------------------------------- | -------- | --------------------------- |
| James Wade 93,47                | 8 : 4    | Terry Jenkins 89,16         |
| Mark Webster 89,69              | 4 : 8    | Raymond van Barneveld 90,10 |
| Adrian Lewis 91,88              | 7 : 7    | Gary Anderson 99,32         |
| Phil Taylor 101,02              | 8 : 3    | Simon Whitlock 97,88        |
| Höchstes Finish: James Wade 170 |          |                             |

Die Zahl hinter dem Spielernamen zeigt den 3-Dart-Average (=durchschnittlicher Punktewert mit 3 geworfenen Darts) an.

### Abschlusstabelle
| Platz | Spieler               | Spiele | Siege | Remis | Verl. | Legs | 180er | Average | HF  | Punkte |
| ----- | --------------------- | ------ | ----- | ----- | ----- | ---- | ----- | ------- | --- | ------ |
| 1     | Phil Taylor           | 14     | 13    | 0     | 1     | +57  | 55    | 102,82  | 157 | 26     |
| 2     | Raymond van Barneveld | 14     | 8     | 2     | 4     | +18  | 33    | 95,72   | 161 | 18     |
| 3     | Gary Anderson         | 14     | 8     | 1     | 5     | +16  | 68    | 97,54   | 136 | 17     |
| 4     | Adrian Lewis          | 14     | 6     | 2     | 6     | +7   | 40    | 95,89   | 170 | 14     |
| 5     | James Wade            | 14     | 6     | 1     | 7     | −9   | 39    | 93,75   | 170 | 13     |
| 6     | Simon Whitlock        | 14     | 5     | 1     | 8     | −6   | 56    | 96,89   | 170 | 11     |
| 7     | Terry Jenkins         | 14     | 3     | 2     | 9     | −34  | 38    | 92,64   | 136 | 8      |
| 8     | Mark Webster          | 14     | 2     | 1     | 11    | −49  | 30    | 92,25   | 170 | 5      |

| Vor den Play-offs ausgeschieden | Vor den Play-offs ausgeschieden | Vor den Play-offs ausgeschieden | Vor den Play-offs ausgeschieden |
| ------------------------------- | ------------------------------- | ------------------------------- | ------------------------------- |
|                                 |                                 |                                 |                                 |
| James Wade (2006)               | Simon Whitlock (2006)           | Terry Jenkins (2007)            | Mark Webster                    |

## Play-offs
|  | Halbfinale | Halbfinale                  | Halbfinale |   |                    | Finale              | Finale            | Finale           |
|  |            |                             |            |   |                    |                     |                   |                  |
|  |            |                             |            |   |                    |                     |                   |                  |
|  | 1          | Phil Taylor 99,58           | 3          |   |                    |                     |                   |                  |
|  | 4          | Adrian Lewis 104,63         | 8          |   |                    |                     |                   |                  |
|  |            |                             |            | 4 | Adrian Lewis 85,75 | 4                   |                   |                  |
|  |            |                             |            |   | 3                  | Gary Anderson 94,67 | 10                |                  |
|  | 2          | Raymond van Barneveld 96,18 | 6          |   |                    |                     |                   |                  |
|  | 3          | Gary Anderson 98,49         | 8          |   |                    | Spiel um Platz 3    | Spiel um Platz 3  | Spiel um Platz 3 |
|  |            |                             |            |   |                    | 1                   | Phil Taylor 91,77 | 8                |
|  | 2          | Raymond van Barneveld 91,70 | 6          |   |                    |                     |                   |                  |
|  |            |                             |            |   |                    |                     |                   |                  |

| Play-offs            | Play-offs    | Play-offs          | Play-offs                    |
| -------------------- | ------------ | ------------------ | ---------------------------- |
|                      |              |                    |                              |
| Gary Anderson (2016) | Adrian Lewis | Phil Taylor (2009) | Raymond van Barneveld (2007) |
| Sieger               | Finalist     | Halbfinale         | Halbfinale                   |